# Битва за Арнем
Битва за Арнем (англ. Battle of Arnhem, нем. Schlacht um Arnheim) — битва за город Арнем на востоке Нидерландов в ходе военной операции союзников, проводившейся с 17 сентября по 26 сентября 1944 года во время Второй мировой войны.
После решительных наступательных действий на территории Франции и Бельгии летом 1944 года члены антигитлеровской коалиции были готовы начать боевые действия на территории Нидерландов. Британский фельдмаршал Бернард Монтгомери предлагал начать наступление на севере в долине Нижнего Рейна, позволив Второй британской армии пересечь линию Зигфрида и атаковать Рур. 17 сентября 1944 года союзники начали Голландскую операцию. Воздушно-десантные войска были сброшены в Нидерландах, чтобы занять ключевые мосты и города вдоль линии атаки. Силы 1-й британской воздушно-десантной дивизии при поддержке британского планёрного полка и 1-й польской парашютной бригады были высажены возле Арнема, чтобы захватить мосты через Недеррейн. 30-й британский армейский корпус должен был обеспечить подкрепление десанту в течение двух-трех дней после высадки.
Британские войска высадились на некотором расстоянии от запланированных целей и довольно скоро наткнулись на неожиданное сопротивление. Среди обороняющихся выделялись подразделения 9-й танковой дивизии СС «Хоэнштауфен» и 10-й танковой дивизии СС «Фрундсберг». Лишь небольшая часть десанта смогла добраться до Арнемского автомобильного моста, в то время как основная часть дивизии была задержана на окраине города. 30-й армейский корпус не смог в запланированные сроки выдвинуться на север и обеспечить подкрепление десанту из-за разрушенного моста на его пути. После четырёх дней боёв десантники на мосту были подавлены. Остальные подразделения оказались в ловушке к северу от реки. Туда не могло добраться подошедшее подкрепление поляков и 30-го корпуса, а также снабженческие рейсы королевских ВВС. После девяти дней боёв остатки воздушно-десантных войск были эвакуированы в ходе операции «Берлин».
Ввиду отсутствия безопасных мостов через Недеррейн войска антигитлеровской коалиции не смогли продвинуться дальше, и линия фронта установилась к югу от Арнема. 1-я воздушно-десантная дивизия потеряли почти три четверти своего состава.

## Предыстория
К сентябрю 1944 года войска антигитлеровской коалиции победно завершили Фалезскую операцию, имевшую решающее значение для успеха всей Нормандской операции, и преследовали остатки сил Вермахта, разбросанные по северу Франции и Бельгии. Командование союзных войск предполагало продолжить наступление широким фронтом в Германии и Нидерландах, однако, британский фельдмаршал Бернард Монтгомери предложил смелый план выступить на север в направлении голландского Гелдерланда, миновать защитную линию Зигфрида и открыть путь к немецкому промышленному центру в Руре. Изначально предлагалось, что наступление будет осуществлено силами британских и польских подразделений под кодовым названием «Комета». Вскоре план был значительно пересмотрен и расширен, задействовав почти всю 1-ю воздушно-десантную армию союзников и получив кодовое название «Маркет Гарден».
Согласно плану Монтгомери 101-я американская воздушно-десантная дивизия должна была захватить ключевые мосты у голландского города Эйндховен; 82-я воздушно-десантная дивизия США должна была захватить ключевые переправы у Неймегена; и 1-я британская воздушно-десантная дивизия при поддержке планёрного полка и 1-й польской парашютной бригады должна была захватить три моста через Рейн у Арнема. 1-й воздушно-десантной армией руководил американский генерал-лейтенант Льюис Бреретон, однако на время проведения воздушно-десантной операции командование было поручено его заместителю британскому генерал-лейтенанту Фредерику Браунингу. 2-я британская армия, во главе с 30-м армейским корпусом, должна была начать продвижение вслед за десантом, обеспечивая ему подкрепление, и переправиться через Рейн в течение двух дней. В случае успеха операции, открывались двери в Германию, а к концу года могла завершиться и вся война в Европе.

## Подготовка

### Британский план

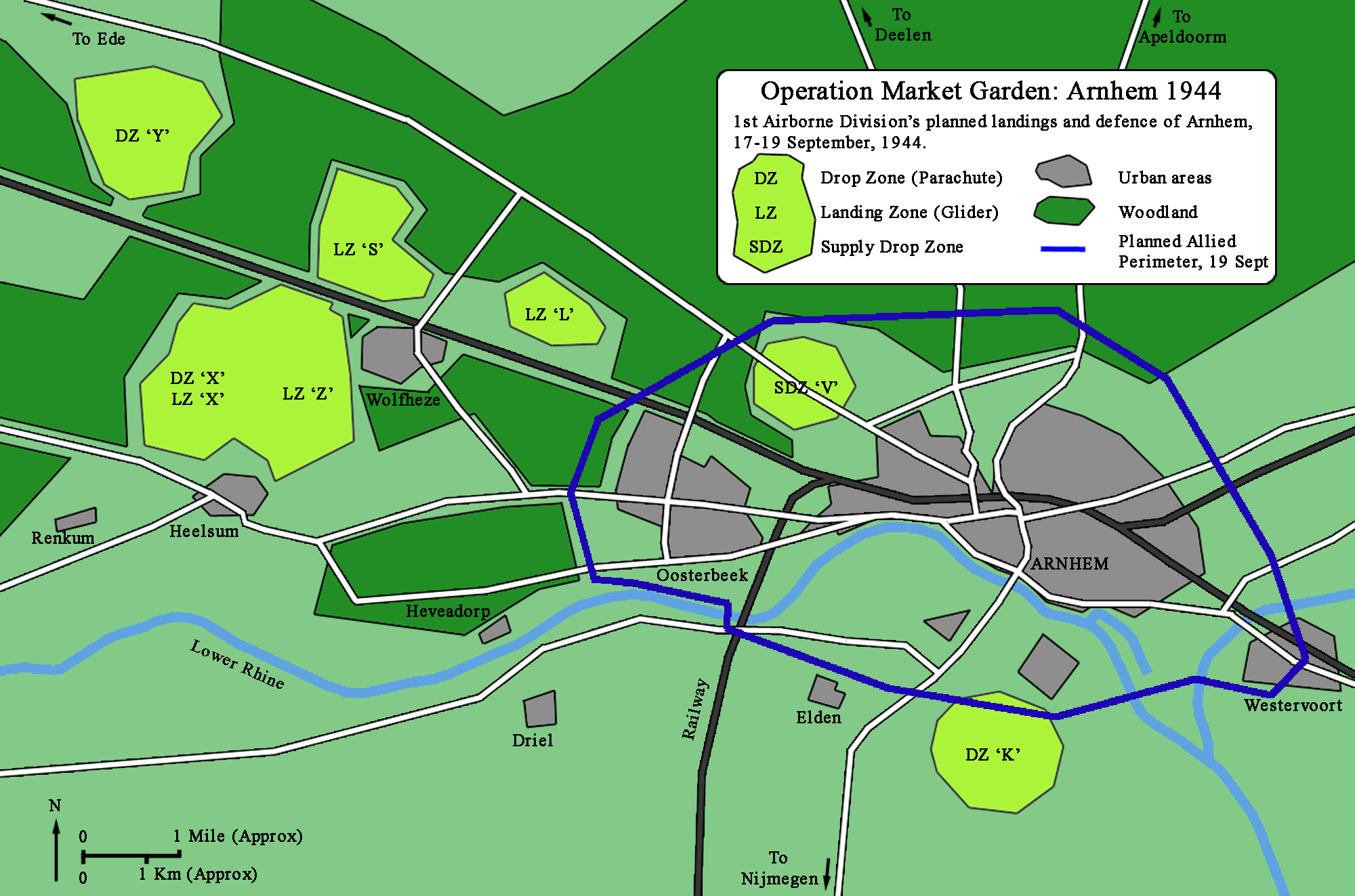
План высадки союзников

Так как 6-я британская воздушно-десантная дивизия восстанавливалась после операции «Тонга» и последующих боевых действий в Нормандии, задача по захвату мостов через Рейн была поставлена 1-й британской воздушно-десантной дивизии под командованием генерал-майора Роя Уркварта. Дивизия состояла из трёх пехотных бригад (две парашютных и одна планерная) при поддержке артиллерийской и противотанковой батарей, а также инженерного, транспортного и медицинского корпусов. Значительная часть дивизии была знакома с британскими воздушно-десантными операциями в Северной Африке и Сицилии, особенно 1-я парашютная бригада и 1-я воздушно-десантная бригада. Теперь подразделениям дивизии впервые предстояло воевать вместе.
Перед предстоящей операцией дивизия была существенно усилена. Под командование Уркварта поступили 1200 солдат британского планёрного полка, что фактически увеличило дивизию на два батальона. Небольшие отряды голландских коммандос и американских связистов вошли в состав дивизии. 1-я польская парашютная бригада также была передана под командование Уркварта для участия в операции по захвату мостов.
Перед дивизией была поставлена задача захватить автомобильный, железнодорожный и понтонные мосты через Рейн у Арнема и удерживать их в течение двух-трёх дней до подхода 30-го британского армейского корпуса. С самого начала Уркварт был серьёзно ограничен в выборе методов подготовки и размещении войск для предстоящей битвы. Транспортные подразделения имели ограниченное количество техники, что не позволяло одновременно забросить целую дивизию в нужное место. Кроме того, командир транспортного отряда генерал-майор Уильямс заявил, что в день будет возможно сделать только один вылет. Это означало, что для переброски всех сил потребуется три дня. Ограниченное число территорий, пригодных для посадки планёров, и невозможность подлететь слишком близко к Арнему из-за противовоздушной обороны города вынудили Уркварта планировать зоны выброски (DZ) и зоны посадки (LZ) на расстоянии до 8 миль (13 км) от Арнема на северной стороне реки. В связи с необходимостью защиты мостов, пригородов и зон выброски для последующих снабженческих доставок десантникам предстояло оборонять периметр в 18 миль (29 км), ожидая подкрепления.
Уркварт решил в первый день операции отправить 1-ю парашютную бригаду под командованием Джеральда Латбери и 1-ю воздушно-десантную бригаду под командованием Филиппа Хикса. Бригада Хикса с артиллерией, инженерным и медицинским корпусами должна была приземлиться в зонах посадки «S» и «Z» и обеспечить безопасность остальных посадочных зон. Три батальона парашютной бригады Латбери должны были приземлиться в зоне выброски «X» и тремя отдельными группами захватить мосты. 2-й парашютный батальон под командованием подполковника Джона Фроста должен был проследовать вдоль реки к центру Арнема и захватить автомобильный и железнодорожный мосты, а также понтонный мост между ними. 3-й парашютный батальон подполковника Фитча должен был пройти в Арнем через Остербек, помочь в захвате автомобильного моста и занять позиции на востоке города. 1-й парашютный батальон подполковника Доби должен был проследовать к северу от железнодорожной линии, чтобы занять высоту на севере и северо-западе от Арнема
На следующий день к десантникам должна была присоединиться 4-я парашютная бригада под командованием Джона Хэкетта. В сопровождении артиллерии и оставшихся сил 1-й воздушно-десантной бригады, они должны были приземлиться в зоне выброски «Y» и зоне посадки «X». Три батальона Хэкетта должны были обеспечить подкрепление на позициях к северу и северо-западу от Арнема. 1-я польская парашютная бригада должна была высадиться на третий день к югу от реки в зоне выброски «К». Вместе с артиллерией, которую должны будут доставить в зону посадки «L» на планёрах, бригада должна была усилить позиции на востоке города. После этого 1-я воздушно-десантная бригада должна была сменить позицию, чтобы прикрыть Остербек с запада, а 1-я парашютная бригада должна была занять оборону на южной стороне. После прибытия и закрепления 30-го британского армейского корпуса на аэродром Дилен должна была высадиться 52-я британская пехотная дивизия для поддержки войск к северу от Рейна. Остальные подразделения должны были следовать за 30-м корпусом. В течение всей операции 38-я и 46-я группы королевских военно-воздушных сил Великобритании должны были осуществлять доставку подкрепления, используя во второй день зону посадки «L», а в последующие зону выброски «V».

### Разведка
Из-за плохо организованной разведки союзники не ожидали какого-либо серьёзного сопротивления немцев при проведении операции. По имеющейся информации ожидалось наличие незначительного количества резервных сил. Многие верили в то, что эта операция приведёт к окончанию войны. Некоторые, рассчитывая на некоторое время оккупации Германии, брали с собой предметы для отдыха. Офицер разведки 1-й воздушно-десантной армии Брайан Уркварт получил информацию от 21-й британской группы армий в Бельгии и голландского сопротивления о том, что в окрестности Арнема присутствуют бронетанковые войска противника. Воздушная разведка, отправленная для проверки данных, подтвердила информацию. Генерал-лейтенант Браунинг пренебрёг данными сведениями при подготовке, приказав отправить Уркварта в госпиталь. Главное командование союзных сил было осведомлено о присутствии возле города двух танковых дивизий вермахта, но также предпочло проигнорировать этот факт. Эта информация также была известна из перехваченных и дешифрованных Блетчли-парком особо важных секретных сообщений противника.

### Немецкие войска

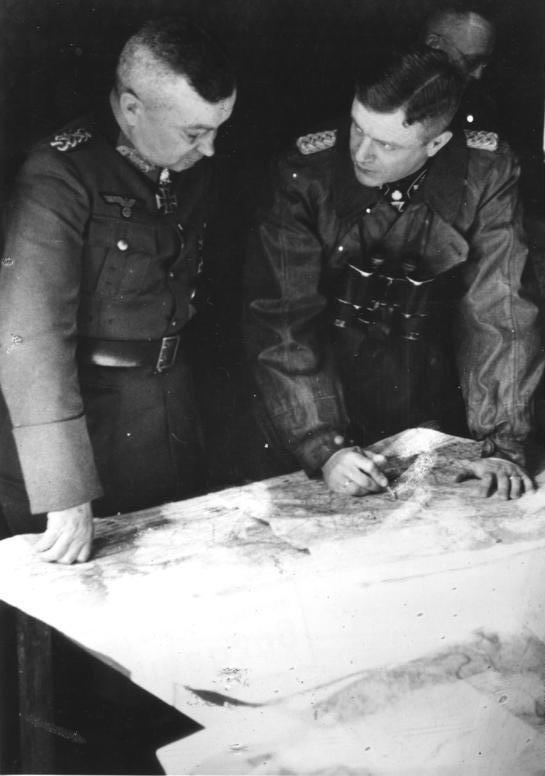
Вальтер Модель и Хайнц Хармель

Во время освобождения Антверпена 4 сентября 11-я британская бронетанковая дивизия нанесла значительный урон немецким силам в Нидерландах. Однако, заминка союзников на голландской границе дала рейху время, чтобы перегруппироваться и реорганизовать войска. Кроме того, это значительно осложнило союзникам все последующие попытки выяснить точное количество противостоящих сил противника.
Незадолго до операции союзников командующий группой армий «B» вермахта генерал-фельдмаршал Вальтер Модель переместил свою штаб-квартиру в Арнем и занялся восстановлением обороны в округе и координацией реорганизации рассеянных подразделений. Таким образом, к началу десантной высадки город уже имел некоторую защиту. К западу от Арнема расположилась боевая группа немецкого генерала Ганса фон Тетау, по численности эквивалентная семи батальонам и состоящая из всевозможных немецких подразделений, таких как пехота, воздушные силы, военно-морской флот, войска СС. В состав группы входил учебный батальон 16-й моторизованной дивизии СС «Рейхсфюрер СС» под командованием штурмбаннфюрера СС Зеппа Крафта, который сыграл решающую роль в начале предстоящей битвы. В самой Арнеме находился городской гарнизон под командованием генерал-майора Фридриха Кассина.
Кроме того, 2-й танковый корпус СС под командованием обергруппенфюрера СС Вильгельма Биттриха расположился к северу от Арнема для ремонта и реорганизации. Корпус состоял из остатков 9-й танковой дивизии СС «Хоэнштауфен» Вальтера Харцера и 10-й танковой дивизии СС «Фрундсберг» Хайнца Хармеля. Несмотря на значительные повреждения, полученные во время недавнего выхода из окружения, корпус в основном состоял из опытных ветеранов, что означало значительно большую боеспособность, чем могли от него ожидать союзники. К тому же обе дивизии в составе танкового корпуса были специально обучены для ведения противовоздушных операций. В период формирования оба подразделения прошли месячную подготовку, ожидая технику, а также провели последние 15 месяцев, изучая лучшие тактики ведения боя против парашютного десанта, как в классах, так и в полевых учениях. В состав 9-й танковой дивизии входили моторизованная бригада, разведывательный батальон, артиллерийский батальон, две батареи самоходных артиллерийских установок и танковый батальон. Точно неясно, сколько именно человек уцелело после Фалезской операции. Некоторые источники считают, что только в 9-й дивизии было до 6000 человек, другие полагают, что в обеих в общей сложности осталось около 6000-7000 человек.
Помимо этого в Арнеме присутствовали голландские подразделения, союзные немцам. Эти образования были включены в состав немецкой армии и в основном состояли из преступников, уклонистов и членов национал-социалистического движения.
В ходе битвы, всё больше и больше сил рейха вовлекалось в действие. Адольф Гитлер признал, что оборона в Нидерландах должна стать первоочередной задачей, поэтому в течение всего сражения немцы получали подкрепление от военного округа Везеля и вооруженных сил под командованием генерала Фридриха Христиансена. Модель организовал отправку новых подразделений сразу в бой, чтобы избежать заминок с логистикой, а также формировал пулемётные группы и батальоны для уличных боёв. С каждым днём немецкая военная сила росла, в то время как британские подкрепления уменьшались. К 21 сентября, на пятый день битвы за Арнем, численность немецких войск превосходила численность сил союзников в три раза и продолжала расти.

## Битва

### День 1. 17 сентября

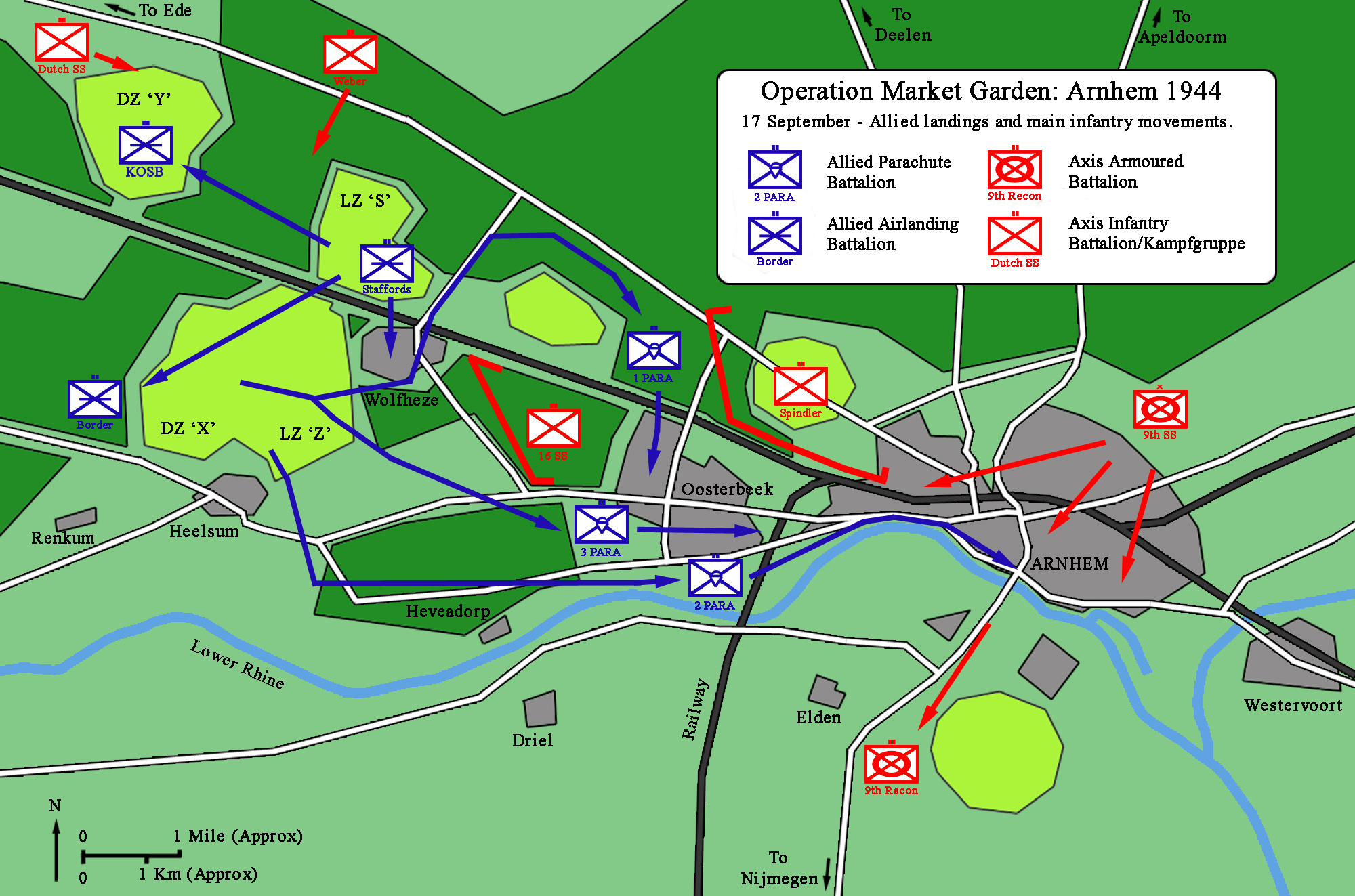
День 1. 17 сентября

Перед началом высадки десанта тактическая авиация военно-воздушных сил Великобритании вместе с 8-й и 9-й воздушными армиями США провели интенсивную бомбардировку и обстрел местности. Целью были известные зенитные установки и немецкие гарнизоны в окрестности города. Первыми в 12:40 на место прибыли парашютисты, которые должны были разметить посадочные зоны для планёров и парашютистов до прибытия основных сил. Последующая высадка не встретила значительного сопротивления, и к 14:45 собравшиеся батальоны готовы были приступить к выполнению своих задач. 1-я воздушно-десантная бригада под командованием Филиппа Хикса заняла оборонительные позиции вокруг посадочных зон. 1-я парашютная бригада под командованием Джеральда Латбери была готова выдвинуться на восток в сторону мостов. Несмотря на незначительные потери техники в ходе переброски, подразделение было хорошо оснащено и действовало согласно плану.

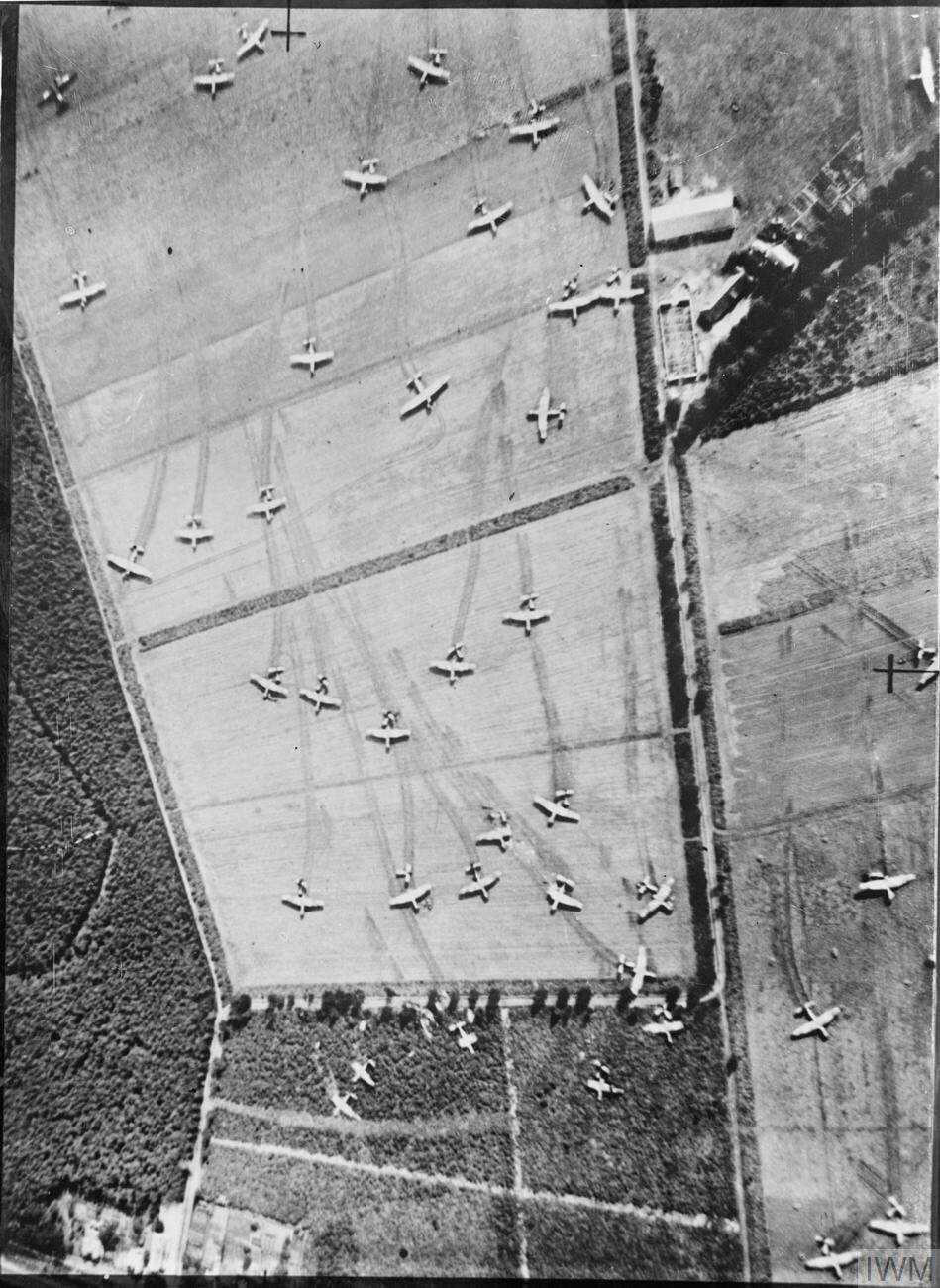
Планёры 1-й бригады в зоне «Z» к западу от Вольфхезе. 17 сентября

Немцы не были готовы к высадке десанта и первоначально впали в замешательство. Генерал-фельдмаршал Модель, ошибочно полагавший, что десантники посланы для его захвата, срочно покинул свою штаб-квартиру в Остербеке и обосновался на востоке Арнема в Дутинхеме, сразу же взяв ведение битвы под личный контроль. 10-я танковая дивизия СС «Фрундсберг» была отправлена на юг для противостояния американскому десанту в Неймегене и защиты участка между Нижним Рейном и Ваалом. 9-я танковая дивизия СС «Хоэнштауфен» осталась для защиты Арнема. 9-я дивизия к этому моменту уже готовилась вернуться в Германию и Хайнц Хармель находился в Берлине, добиваясь большего подкрепления и усиления. Ему было приказано немедленно вернуться в Арнем, в то время как его подразделение готовилось к бою. Командир артиллерийского полка оберштурмбаннфюрер Людвиг Шпиндлер в сжатые сроки организовал небольшую боевую группу около 120 человек. Он выдвинулся на запад в сторону Остербека и занял оборону, чтобы предотвратить вторжение британцев в центр Арнема. Разведывательному батальону под командованием гауптштурмфюрера Виктора Грабнера было приказано выдвинуться на юг, в сумерках перейдя автомобильный мост. Изначально ни одно немецкое подразделение не имело приказа оборонять мост. Командующий гарнизоном Арнема генерал-майор Фридрих Кассин был убит десантниками 3-го парашютно-десантного батальона по пути в штаб-квартиру, что внесло некоторый беспорядок в руководство защитой города. Только ближе к вечеру батальону 10-й дивизии СС было приказано оборонять мост. На момент высадки только учебный батальон 16-й моторизованной дивизии СС «Рейхсфюрер СС» под командованием штурмбаннфюрера СС Зеппа Крафта оказался организованным подразделением в нужном месте.
Наступление союзников очень скоро было замедлено. Разведка попала в засаду на северном фланге линии обороны Крафта и отступила. 1-й и 3-й парашютные батальоны также столкнулись с обороной Крафта и провели остаток дня в попытках её обойти. 3-й батальон направился на юг и остановился в Остербеке на ночь, 1-й батальон направился на север, но встретил группу оберштурмбаннфюрера Шпиндлера и не смог продолжить движение. Тогда Доби отказался от текущего плана и решил помочь Фросту на мосту. Батальон направился на юг в Остербек на ночь.
Только 2-й батальон не встретил серьёзного сопротивления на своём пути. Однако, солдат замедлили приветствия голландских мирных жителей, поэтому до цели они добрались только ближе к вечеру. Железнодорожный мост был взорван немецкими инженерами, как только союзники подошли к нему, а у понтонного моста не хватало центрального участка. Десантники под командованием майора Дигби Татам-Уортера видели подразделение Грабнера, пересекающее мост. Большая часть батальона общей численностью около 740 человек прошла в центр Арнема и в связи с оплошностью в немецкой обороне смогла захватить незащищённый северный конец автомобильного моста. Лейтенант Джон попытался захватить и южную часть моста, но попытка оказалась неудачной. Все последующие попытки с использованием огнемётов только привели к поджиганию свежеокрашенных балок моста. Тем не менее, британцы сумели хорошо укрепиться на занятой позиции и быстро отбили подошедшие для обеспечения обороны моста немецкие войска.
В это время 1-я воздушно-десантная бригада рассредоточилась для обеспечения безопасности посадочных зон. 2-й батальон южно-стаффордширского полка занял Вольфхезе, 1-й батальон пограничного полка для обороны зоны выброски «X» рассредоточился по территории зоны и коммуны Ренкюм, 7-й батальон Собственного Его Величества шотландского пограничного полка занял оборону в зоне выброски «Y» Здесь они устроили засаду голландскому батальону СС, который направлялся в Арнем из Эде. Артиллерия и штаб дивизии разместились в Вольфхезе и Остербеке, где медицинский корпус развернул военный госпиталь.
Наступление союзников сильно осложнялось отсутствием хорошей коммуникации между подразделениями на важных начальных этапах операции. Диапазон работы раций десантников был сильно ограничен лесистой местностью. Поэтому при продвижении вперёд батальоны потеряли связь со штабом дивизии, оставшимся в районе зон высадки.

### День 2. 18 сентября

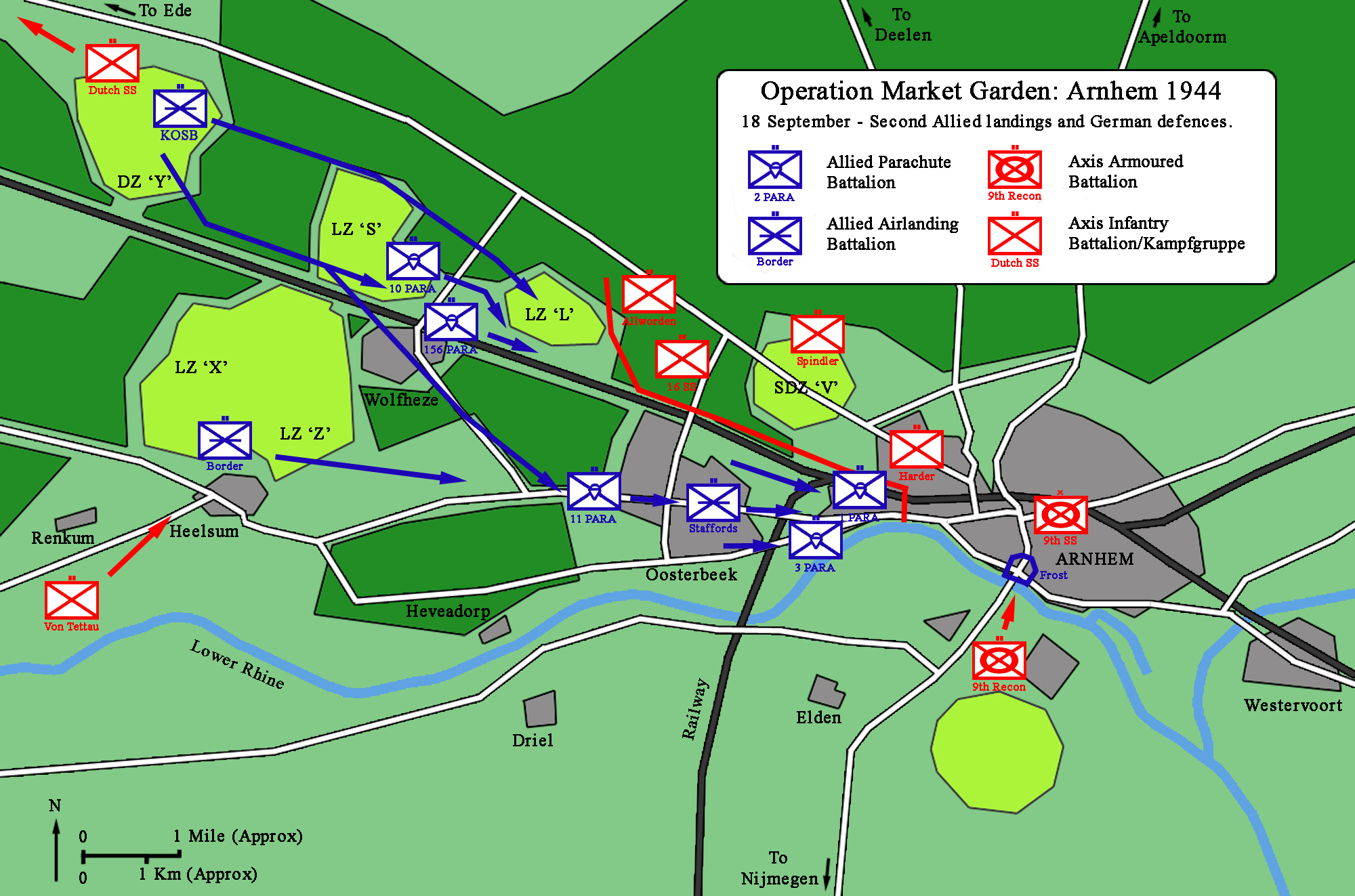
День 2. 18 сентября

На рассвете следующего дня 9-я танковая дивизия СС «Хоэнштауфен» продолжила обеспечивать немецкую оборону подкреплением. Подразделение Зеппа Крафта ночью отступило назад и присоединилось к обороняющемуся отряду Людвига Шпиндлера, поступив под его командование. Силы Шпиндлера настолько возросли, что он смог разделить их на две боевые группы. Его оборонительная линия теперь блокировала всю западную сторону Арнема. Разрывы в обороне вдоль реки, которыми накануне вечером воспользовался подполковник Джон Фрост со 2-м парашютным батальоном, были полностью ликвидированы.
Ещё до рассвета 1-й и 3-й батальоны покинули Остербек и попробовали обойти обороняющихся немцев с юга, фактически повторив манёвр 2-го батальона, в надежде прорваться вслед за ними к центру Арнема. Наткнувшись на укрепления, в течение нескольких часов десантники пытались прорвать немецкую линию обороны. Однако, постоянно пополняемые войска Шпиндлера выстояли, и к десяти часам утра продвижение британцев было остановлено. Днём последовала более организованная атака союзников, но и она тоже была отбита. Генерал-майор Уркварт попытался отступить к штабу дивизии в Остербеке, но был отрезан от него и вместе с двумя офицерами вынужден укрыться в доме голландской семьи. Латбери был ранен, и также вынужден скрываться.
В то же время, на мосту немецкие войска 9-й танковой дивизии СС окружили батальон Фроста, отрезав его от остальной дивизии. Около девяти часов утра разведывательный батальон танковой дивизии направился обратно в Арнем с южного берега реки, заключив, что возле Неймегена его помощь не требуется. Несмотря на известия о британских войсках на мосту, батальон решил прорываться. В результате двухчасовой битвы немцы были отброшены назад с большими потерями: половина бронетехники батальона была уничтожена или выведена из строя, а его командир был убит в бою во время штурма. Немецкие атаки по периметру засевших на мосту продолжались в течение всего дня, но англичане держались.
В отсутствие Уркварта и Латбери командование дивизией взял на себя Филипп Хикс. Он отправил 2-й батальон южно-стаффордширского полка в Арнем, чтобы помочь войскам закрепиться на мосту. Подкрепление выдвинулось утром и во второй половине для соединилось с 1-м парашютным батальоном
С самого утра немецкие войска проверяли 1-ю британскую воздушно-десантную бригаду на прочность. Боевая группа генерала Тетау атаковала граничные позиции союзников. Небольшие столкновения произошли в районе посадочной зоны «X», чего, однако, было недостаточно, чтобы серьёзно затруднить посадку планеров. В районе зоны выброски «Y» голландский батальон СС начал активные боевые действия с батальоном Собственного Его Величества шотландского пограничного полка, что могло осложнить прибытие подкрепления. Связь с прибывающим десантом отсутствовала, поэтому нельзя было их предупредить об атаке. В то же время, из-за отсутствия связи вторая волна десанта не могла предупредить первую о задержке своего прибытия из-за тумана в Англии. 4-я парашютная бригада под командованием Джона Хэкетта в сопровождении артиллерии высадились на несколько часов позже запланированного срока. Высадка парашютистов была произведена после 15:00 под огнём противника. Некоторые самолёты и парашютисты были сбиты. Тем не менее, прибытие полной бригады позволило одержать верх над голландцами, которые были разбиты, и в массовом порядке сдавались.
Несмотря на трудности, в целом, общие потери среди десантников были незначительны. Однако, смена обстановки в Арнеме привела к тому, что задачи также изменились. 11-й парашютный батальон и оставшиеся силы южно-стаффордширского полка были направлены в Арнем, чтобы помочь прорваться к мосту. После наступления темноты они соединились с 1-м и 3-м парашютными батальонами. Решение Хикса отправить 11-й батальон в Арнем ослабляло 4-ю парашютную бригада, о чём безрезультатно попытался возразить Хэкетт. Ему отдали под командование подразделение Собственного Его Величества шотландского пограничного полка с целью обеспечить защиту посадочной зоны «L» для безопасного прибытия подкрепления во вторник. 10-й и 156-й парашютные батальоны выдвинулись к северу от железнодорожной линии, чтобы занять запланированные позиции к северо-западу от Арнема. Однако, после столкновения части 156-го батальона с основными силами 9-й танковой дивизии СС после наступления темноты подразделения отступили назад на ночь.
Вскоре после прибытия подкрепления в зону «L» был проведен первый рейс снабжения. Несмотря на то, что большая часть поставок была успешно сброшена, только небольшое количество было получено десантниками, так как область выброски не находилась под полным британским контролем. Из-за отсутствия радиосвязи десантники не смогли предупредить об этом пилотов. Отсутствие полного контроля за запланированными зонами в дальнейшем стало серьёзной проблемой для союзников.

### День 3. 19 сентября
С подходом южно-стаффордширского и 11-го парашютного батальонов на позиции 1-го и 3-го парашютных батальонов к западу от Арнема британцы посчитали, что теперь у них достаточно сил для прорыва к позициям Фроста на мосту. Доби предполагал атаковать противника ещё до рассвета, однако, из-за ошибочного доклада о разгроме Фроста нападение отменили. Ошибку в отчёте уточнили только незадолго перед рассветом, но в силу приоритета задачи поддержки десантников на мосту было решено всё-таки продолжить наступление. Продвижение на узком фронте возглавил 1-й парашютный батальон при поддержке остатков 3-го парашютного батальона. Южно-стаффордширский батальон прикрывал левый фланг, а 11-й батальон двигался несколько позади. С рассветом 1-й батальон был замечен и остановлен огнём немецкой оборонительной линии. Оказавшиеся в ловушке на открытой местности под шквальным огнём с трёх сторон, передовые британские войска потеряли строй и с потерями отступили. Южно-стаффордширский батальон оказался отрезан, только около 150 человек уцелело. 11-й батальон, до этого практически не вступавший в бой, теперь оказался в меньшинстве на открытых позициях при попытке захватить высоту к северу. Стаффордширцы также пытались закрепиться на высоте, но безуспешно. После того, как стало ясно, что шансов прорваться сквозь оборонительную линию нет, около 500 выживших из четырёх батальонов отступили на запад в направлении главных сил в 5 км от Остербека. Там они были встречены командиром артиллерийского полка Томпсоном, который сформировал из большинства солдат оборонительную линию под командованием майора Роберта Кейна в 800 метрах перед позицией артиллерии. Под прикрытием битвы генералу Уркварту удалось прорваться обратно в штаб в Остербеке, где он впервые смог оценить силы немецких войск.
В это время в Великобритании в очередной раз туман препятствовал вылету подкрепления. Тридцать пять планёров 3-й волны десанта, на которых должна была прибыть 1-я польская парашютная бригада, были задержаны, что позже имело серьёзные последствия.
К северу от железнодорожной линии 156-й и 10-й батальоны столкнулись с немецкой оборонительной линии при попытке захватить высоту к северу от Остербека. Продвижение батальонов было приостановлено хорошо защищёнными немецкими позициями. В итоге, ко второй половине дня они так и оставались на исходных позициях. В целях усиления обороны позиций союзников, и чтобы подразделения не оказались отрезанными к северу от железной дороги, Уркварт приказал им вернуться к Вольфхезе и Остербеку. Отступление проходило с боями с преследовавшими их немцами под командованием штурмбаннфюрера СС Зеппа Крафта через посадочную зону «L», где подразделение Собственного Его Величества шотландского пограничного полка ожидало прибытия польской парашютной бригады. Планеры подкрепления прибыли как раз к середине отступления, что повлекло немедленные бои с немцами и тяжёлые потери среди поляков. Подразделения союзников отступили на юго-запад через железную дорогу, собравшись в лесу на южной стороне, где большинство из них провели ночь.
Во второй половине дня королевскими ВВС была запланирована первая крупная миссия снабжения с использованием 164 самолётов, для доставки 350 тонн груза десантникам. Немцы ожидали подобных действий, поэтому заранее переместили пять зенитных батарей специально для атаки рейсов снабжения. Как только авиация вошла в зону обстрела, было сбито 10 самолётов. Несмотря на храбрость лётчиков, десантники смогли получить только 28 тонн груза. Зона выброски «V» по-прежнему была в руках немцев, но британские лётчики об этом не знали, так как сообщений об этом в Великобританию не поступало.
Подразделение Фроста продолжало удерживать занятые позиции в районе автомобильного моста, но без снабжения и подкрепления их положение становилось всё сложнее. Немцы поняли, что пехота союзников не в состоянии прорвать их оборонительную линию, чтобы прийти на помощь Фросту, поэтому при помощи танков, артиллерии и миномётов они стали систематически разрушать здания, в которых укрывались британцы. Немецкая авиация, ввиду отсутствия у союзников поддержки с воздуха, также принимала в этом участие.

### День 4. 20 сентября
К двадцатому сентября сил союзников было недостаточно для организации очередной попытки прорваться к позициям Фроста. Из девяти пехотных батальонов только один по-прежнему представлял собой целое действующее подразделение, в то время как остальные понесли тяжёлые потери или были разрознены. Уркварт принял непростое решение о создании оборонительного периметра вокруг Остербека, фактически не оставлявшее шансов 2-му парашютному батальону. Удерживая недействующую паромную переправу, Уркварт надеялся продержаться до прибытия 30-го корпуса, который должен был установить новый плацдарм на Рейне, восстановив паромную переправу
Положение в восточной части Остербека стабилизировалось по сравнению с отступлениями накануне. Многочисленные боевые группы защищали подступы к городу. Майор Ричард Лонсдейл принял командование отдалёнными группами, которые отошли от Арнема в предыдущий день, и чьи позиции подвергались наиболее тяжёлым немецким атакам, прежде чем они отступили обратно к основному оборонительному периметру. Сектор Лонсдейла оставался основной линией обороны в юго-восточной части периметра. Силы Собственного Его Величества шотландского пограничного полка удерживали западную часть города, частично заполняя и пробелы в обороне северного направления. Поскольку всё больше сил отступало к новому оборонительному периметру, они были реорганизованы, сформировав оборонительный периметр в форме пальца, используя в качестве южной части Рейн.
С самого утра смешанные подразделения в Вольфхезе начали отступление к Остербеку, несколько из них были окружены и захвачены в плен. 150 человек 156-го парашютного батальона во главе с Джоном Хэкеттом оказались скованы и укрылись в ложбине в 400 метрах к западу от оборонительного периметра Остербека. Только ближе к вечеру около 90 из них прорвались к силам обороняющегося пограничного полка.
Снабжение в этот день оказалось немного лучше, чем в предыдущий. Наконец-то в Великобританию было передано сообщение, в котором была обозначена новая точка выброски в Остербеке. Несмотря на это, некоторые самолёты по-прежнему доставили груз в посадочную зону «Z», где тот попал в руки немцам. Немецкие солдаты использовали британские сигналы для обозначения зоны доставки, и многие пилоты были не в состоянии отличить настоящее место доставки груза от поддельных. Десять самолётов были сбиты около Арнема, только 13 % доставленного груза попало в руки британцев.
Фросту всё-таки удалось осуществить радиосвязь с командованием десанта и узнать, что подкрепления ждать скорее всего не приходится. Вскоре после этого, примерно в 13:30, Фрост получил ранение ног в результате миномётного обстрела. Командование перешло к майору Гофу, но к концу дня позиция стала непригодной для обороны. Когда многие здания с ранеными оказались охвачены огнём, возникло двухчасовое затишье в битве. Раненые, в том числе и Фрост, были взяты в плен. К 05:00 утра следующего дня сопротивление на мосту прекратилось. В последние часы битвы с моста было отправлено радиосообщение. Оно не было получено британцами, но было перехвачено немцами, которые отметили, что оно закончилось словами: «Закончились боеприпасы. Боже, храни короля».